# Charles Deslon
Pour les articles homonymes, voir Deslon (homonymie).
Charles  Nicolas Deslon ou d'Eslon, né le 6 décembre 1738 à Ramonchamp (Vosges) et mort le 21 août 1786 à Paris, est un médecin français du Siècle des Lumières. Il fut docteur-régent, professeur, à la Faculté de médecine de Paris, premier médecin du comte d'Artois et membre de la Société royale de Médecine.

## Biographie
Charles Deslon naît en 1750. Il fait ses études de médecine à Besançon, puis à Paris, et devient médecin ordinaire du comte d'Artois et régent de la Faculté. À partir de 1778, Charles Deslon devient un adepte et un ardent défenseur des théories sur le magnétisme animal du médecin allemand Franz Anton Mesmer, dont il avait suivi les leçons. Comme Mesmer, Deslon prétend alors guérir certaines maladies par imposition des mains, publiant plusieurs ouvrages sur le sujet, de 1780 à 1782. Son ouvrage le plus important est sans doute ses Observations sur le magnétisme animal, qui date de 1780. Au cours de ses démêlés au sujet du magnétisme animal, Charles Deslon faillit être radié du tableau de la Faculté de Médecine. Les deux commissions nommées en 1784 par Louis XVI pour étudier le magnétisme animal fondent leurs conclusions sur l'observation du travail de Deslon qui, contrairement à Mesmer, accepte prudemment de partager avec eux ce qu'il sait sur ce phénomène. Il décède le 21 août 1786.
Charles Deslon est le frère de Charles Georges Calixte Deslon officier des hussards de Lauzun impliqué dans l'affaire de Varennes.

## Publications
- (la) An febribus malignis alexipharmace ?, Parisiis : typ. Quillau , 1766.
- (la) An vulneribus ex catapultis globulos plumbeos relinquere aliquando praestat ? , Parisiis : typ. Quillau , 1766.
- Lettre adressée par M. Deslon aux auteurs du Journal de Paris, & volontairement refusée par eux, concernant l'Extrait de la Correspondance de la Société Royale, relativement au magnétisme- animal, rédigé par M. Thouret, & imprimé au Louvre, A La Haye [i. e. Paris] : sn , 1782, Texte intégral.
- Observations sur les deux rapports de MM. les Commissaires nommés par Sa Majesté pour l'examen du magnétisme animal, par M. d'Eslon, A Philadelphie, Paris : chez Clousier, imprimeur-libraire et chez les marchands de nouveautés, 1784, Texte intégral.
- Observations sur le magnétisme animal, A Londres ; Paris : Chez P. Fr. Didot, le jeune, Libraire-Imprimeur de Monsieur, quai des Augustins. Chez C. M. Saugrain, le jeune, Libraire, quai des Augustins. Chez Clousier, Libraire-Imprimeur, rue Saint-Jacques, 1780, Texte intégral, version ePub  (ISBN 9782362740251) et Kindle  (ISBN 9782362740275) chez Mesmeria Editions.